# Кладония
Кладо́ния (лат. Cladonia) — род лишайников семейства Кладониевые (Cladoniaceae), включающий в себя около 300 видов, широко распространённых во всех растительно-климатических зонах, от полярных пустынь до тропиков.

## Описание
Этот род характеризуется разделением слоевища на две части — первичную и вторичную. Первичное слоевище состоит из чешуек различной формы и величины (от 1 до 30 мм), покрывающих субстрат, которым может быть почва, кора, древесина и т. д. Иногда они образуют плотный покров или же по мере старения лишайника становятся редкими или совсем исчезают.
Из первичного горизонтального слоевища вырастает вторичное вертикальное слоевище — подеций. Подеции бывают весьма разнообразной формы — простые палочковидные, простые со единообразными расширениями, разреженно или густо ветвящиеся и т. д. Внутри они имеют полость, а снаружи покрыты коровым слоем из густо сплетённых гиф, иногда коровый слой отсутствует. Стенки подециев образованы сердцевиной и содержат водорослевый слой.
Высота подециев у большинства видов 2—8 см, редко до 20 см. Подеции нередко покрыты чешуйками — филлокладиями, которые увеличивают их ассимиляционную поверхность. На подециях (в концах, по краям сциф, редко на стенках) встречаются плодовые тела — апотеции. Они без слоевищного края, окрашены в коричневый, светло-бурый или красный цвет. Сумки восьмиспоровые (реже 4 или 6). Споры веретеновидные, удлинённые или яйцевидные, одноклеточные, редко 2—4-клеточные, бесцветные, 6—24×2—4,5 мкм, часто слаборазвитые. Пикнидии расположены на чешуйках первичного слоевища или на подециях.
Фотобионт обычно зелёная одноклеточная водоросль — требуксия.

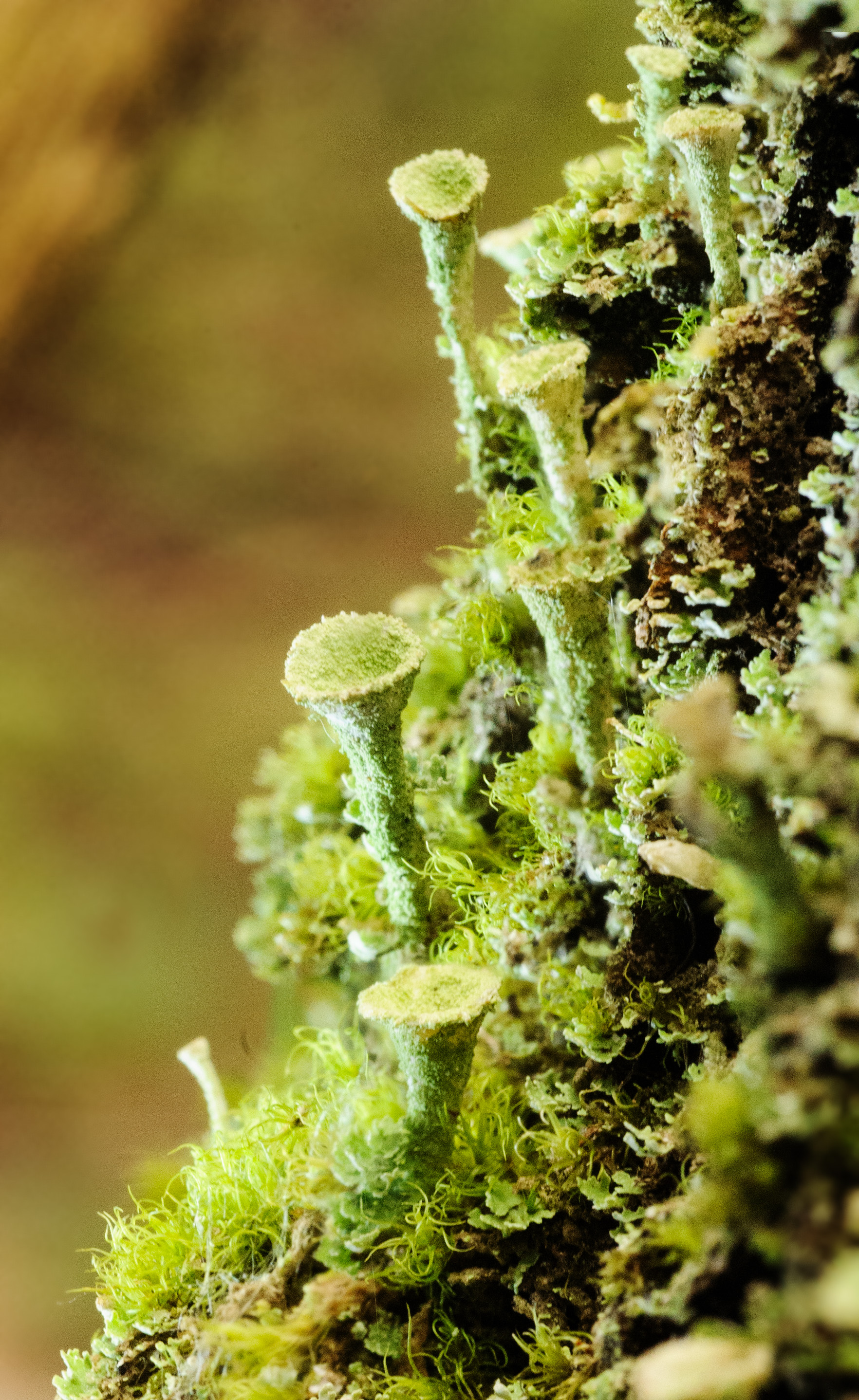
Кладония бахромчатая

## Некоторые виды
- Cladonia amaurocraea (Flk.) Schaer., 1850 — Кладония стройная
- Cladonia arbuscula (Wallr.) Flot., 1839 — Кладония лесная
- Cladonia asahinae J. W. Thomson, 1977 — Кладония Асахины
- Cladonia bellidiflora (Ach.) Schaer., 1823 — Кладония маргариткоцветная
- Cladonia borealis S. Stenroos, 1989 — Кладония бореальная
- Cladonia botrytes (K.G. Hagen) Willd., 1787 — Кладония гроздевидная
- Cladonia cariosa (Ach.) Spreng., 1827 — Кладония трухлявая
- Cladonia carneola (Fr.) Fr., 1831 — Кладония телесная
- Cladonia cenotea (Ach.) Schaer., 1823 — Кладония пустоватая
- Cladonia cervicornis (Ach.) Flot., 1849 — Кладония оленерогая
- Cladonia chlorophaea (Flk. ex Sommerf.) Spreng., 1827 — Кладония тёмно-зелёная
- Cladonia coccifera (L.) Willd., 1787 — Кладония шариконосная
- Cladonia coniocraea (Flk.) Spreng., 1827 — Кладония порошистая
- Cladonia cornuta (L.)  Hoffm., 1791 — Кладония рогатая
- Cladonia crispata (Ach.) Flot., 1839 — Кладония кудрявая
- Cladonia deformis (L.)  Hoffm., 1796 — Кладония бесформенная
- Cladonia digitata (L.)  Hoffm., 1796 — Кладония пальчатая
- Cladonia fimbriata Fr., 1831 — Кладония бахромчатая
- Cladonia foliacea (Huds.) Willd., 1787 — Кладония листоватая
- Cladonia furcata (Huds.) Schrad., 1794 — Кладония вильчатая
- Cladonia graciliformis Zahlbr., 1916 — Кладония грациозновидная
- Cladonia gracilis (L.) Willd., 1787 — Кладония изящная
- Cladonia grayi G. Merr. ex Sandst., 1929 — Кладония Грэя
- Cladonia macilenta — Hoffm., 1796, или Кладония тощая
- Cladonia merochlorophaea Asahina, 1940 — Кладония мерохлорофеевая
- Cladonia mitis Sandst., 1918 — Кладония мягкая
- Cladonia monomorpha Aptroot, Sipmanet et Herk, 2001 — Кладония однообразная
- Cladonia phyllophora Hoffm., 1796 — Кладония листоносная
- Cladonia pleurota (Flk.) Schaer., 1850 — Кладония бокоплодная
- Cladonia pocillum (Ach.) O.J. Rich., 1877 — Кладония прижатая
- Cladonia portentosa (Dufour)  Coem., 1865 — Кладония уродливая
- Cladonia pyxidata (L.)  Hoffm., 1796 — Кладония крыночковидная
- Cladonia ramulosa (With.) J.R. Laundon, 1984 — Кладония веточковая
- Cladonia rangiferina (L.) Weber ex F.H. Wigg., 1780 — Кладония оленья
- Cladonia rei Schaer., 1823 — Кладония Рея
- Cladonia squamosa Hoffm., 1796 — Кладония чешуйчатая
- Cladonia stellaris (Opiz) Pouzar et Vēzda, 1971 — Кладония звездчатая
- Cladonia subulata (L.) Weber ex F.H. Wigg., 1780 — Кладония шиловиднаяtypus[1]
- Cladonia sulphurina (Michx.) Fr., 1831 — Кладония серная
- Cladonia symphycarpa (Ehrh. ex Schrad.) Fr., 1826 — Кладония сростноплодная
- Cladonia turgida Ehrh. ex Hoffm., 1826 — Кладония вздутая
- Cladonia uncialis (L.) Weber ex F.H. Wigg., 1780, 1780 — Кладония дюймовая
- Cladonia vulcani Savicz, 1914 — Кладония вулканная